# John A. O’Brien
John A. O’Brien († vor oder in 1962) war ein US-amerikanischer Politiker (Demokratische Partei) und von 1935 bis 1936 Bürgermeister von Warwick, Rhode Island.

## Leben
Am 6. November 1934 wurde O’Brien zum Bürgermeister von Warwick, Rhode Island gewählt. Während seiner von 1935 bis 1936 dauernden Amtszeit setzte er sich erfolgreich für eine Novelle der Charta der Stadt ein, welche dem Bürgermeister größeren Einfluss auf die städtische Polizei und den Wasserverband gab. Die Bürgermeisterwahl am 3. November 1936 brachte ein knappes Ergebnis und war von Betrugsvorwürfen überschattet. Der republikanische Kandidat, Albert P. Ruerat, legte schließlich im Dezember desselben Jahres Beschwerde vor dem Supreme Court of Rhode Island ein. Dies führte dazu, dass O’Brien, der ursprünglich zum Sieger erklärt worden war, Ruerat mit einem Abstand von 549 Stimmen unterlag.